# Alejandro Saez
Alejandro Saez (Santiago del Cile, 7 febbraio 1987) è un wrestler cileno che lotta in diversi circuiti indipendenti.
Saez è noto maggiormente per aver combattuto con il ringname Xtra Large nella scena del wrestling indipendente.

## Biografia

### WWE

#### Cruiserweight Classic(2016)
Saez ha partecipato al torneo del Cruiserweight Classic indetto dalla WWE. Nei sedicesimi di finale del 13 giugno Saez è stato eliminato da Gran Metalik. Il torneo, alla fine, è stato vinto da T.J. Perkins, il quale è stato premiato con il WWE Cruiserweight Championship.

## Personaggio

### Mosse finali
- From the End of the World (Diving corkscrew senton bomb)
- Piledriver X-tra Large (One-handed electric chair driver)

### Manager
- Alison Evans
- Super Crazy

### Soprannomi
- "El Flyte por Excelencia" (Translated to "The Flight of Excellence"
- "El Suicida por Excelencia" (Translated to "The Suicide of Excellence")
- "Extragrande"
- "XL"

### Musiche d'ingresso
- "Cold As Ice" dei M.O.P (Circuito indipendente)
- "The Epic Metal Dubstep Orchestra" di Chris Hodges (Cruiserweight Classic)
- "Todos Somos Angeles" degli Angeles Del Infierno (Circuito indipendente)

## Titoli e riconoscimenti
- Campeonato Nacional de Lucha Libre
  - CNL Metropolitan Championship (1, attuale)
- Brazilian Wrestling Federation
  - Torneo Latino americano de Lucha Libre (2014)
- Leader Wrestling Association
  - LWA Maximo Championship (1)
  - LWA Tag Team Championship (1) – con Ariki Toa
- Pro Wrestling Illustrated
  - 357º tra i 500 migliori wrestler singoli secondo PWI 500 (2016)
- Revolucion Lucha Libre
  - RLL Absoluto Championship (1)
  - RLL Regional Championship (1)
  - RLL Tag Team Championship (1) – con Bunny
- Xtreme Latin American Wrestling
  - X-LAW Junior Heavyweight Championship (1)
- Xplosion Nacional de Lucha Libre
  - XNL Lucha Clasificatoria TNT tournament (2017)
  - XNL National Tag Team Championship (1) – con Fear
  - XNL World Championship (4)